# СПД-100

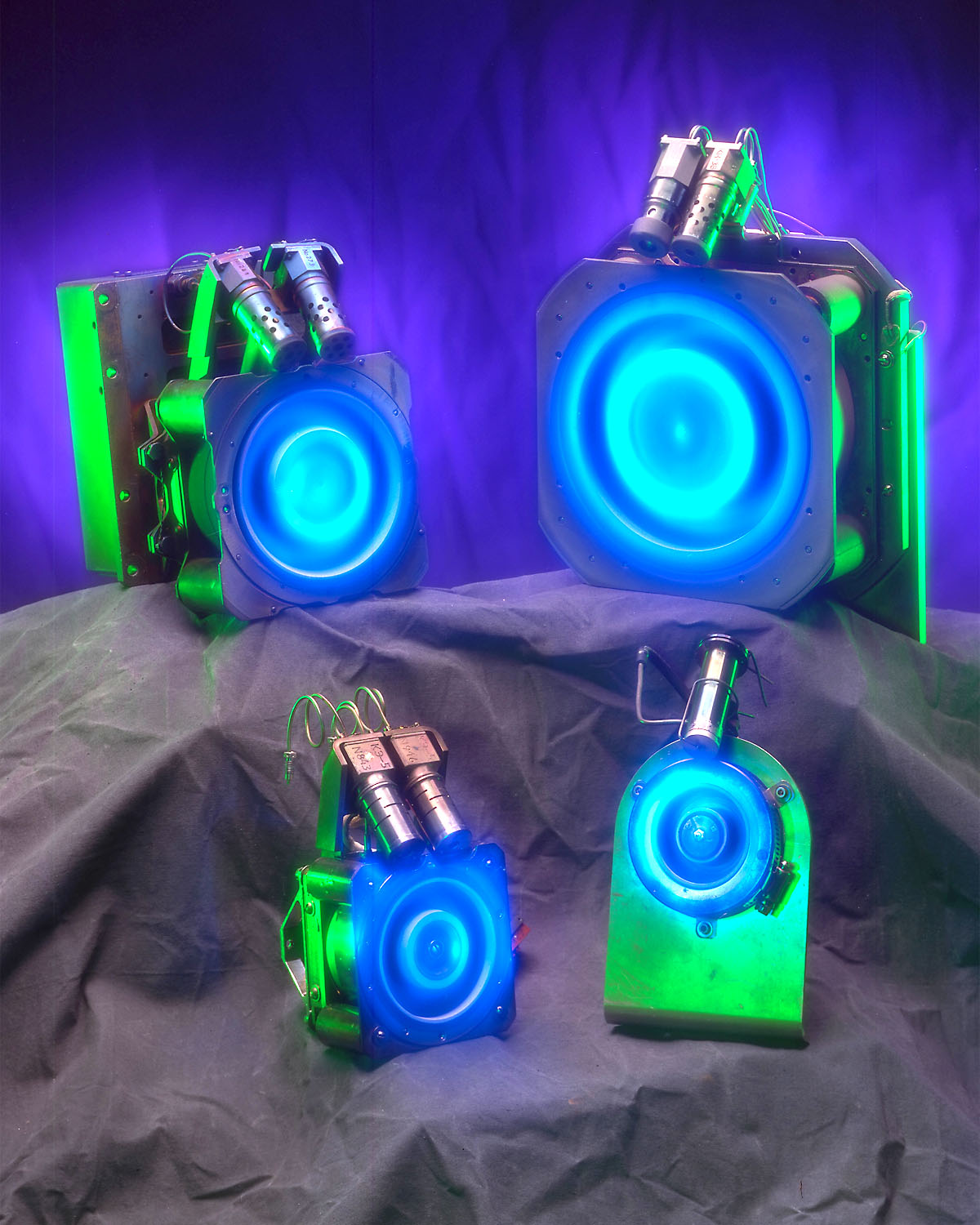
Двигатели серии СПД. Вверху слева — СПД-100

СПД-100 — космический электрореактивный двигатель на эффекте Холла из серии двигателей СПД российского ОКБ «Факел». Для англоязычных экспортных рынков обозначается как SPT-100 (от англ. Stationary Plasma Thruster).
Работа двигателя основана на ускорении электрическим полем потока ионов ксенона.
Двигатель производится российским «ОКБ Факел», впервые установлен в 1994 году на спутнике Галс-1. В 2003 году выпущен двигатель второго поколения СПД-100B, а в 2011 прошла презентация модернизированного прототипа СПД-100M. К 2011 году СПД-100 использовались на 18 российских и 14 зарубежных спутниках, включая IPSTAR-II, Telstar-8 и Экспресс серий А и АМ.

## Характеристики
| Parameter                         | СПД-100 | СПД-100B    | СПД-100M | СПД-100Д    |
| --------------------------------- | ------- | ----------- | -------- | ----------- |
| Мощность (входная), Вт            | 1350    | 1350        | 1350     | 1500        |
| Тяга, мН                          | 80      | 83          | 90,2     | 88          |
| Отношение тяги к мощности, мН/кВт | 59.26   | 61,48       | 66,81    | 58,67       |
| Удельный импульс, с               | 1,600   | 1,600       | 1,734    | 1,740       |
| Эффективность, %                  | 50      | 45          |          | 43          |
| Напряжение питания, В             |         | 300         | 300      | 350         |
| Потребляемый ток, А               |         | 4,5         | 4,5      |             |
| Масса, кг                         | 4       | 3,5         |          | 3           |
| Размеры, мм                       |         | 225×150×125 |          | 215×150×110 |
| Ресурс, часов                     |         | >9000       |          | 7255        |
| Источники:                        | :4 :14  | :4 :14      | :4 :14   | :4 :14      |